# Arrastão de São João
Arrastão de São João é uma escola de samba de São João de Meriti, que participou ativamente do Carnaval do Rio de Janeiro.

## História
A história da agremiação remonta a um bloco carnavalesco chamado "Bloco do Zezinho", criado por um grupo de foliões que se reuniu na "Esquina do Pecado", na década de 1940. O nome fazia referência ao filho da integrante "Tia China", e esteve ativo até 1955. Logo após a extinção desse, seus remanescentes fundaram o Diplomatas de São João, que esteve ativo até 1960, e possuía as cores verde e branco, tendo como presidente Jorge Farias. Com o fim desta última agremiação, seus remanescentes fundaram o Bloco Arrastão, que ganhou esse nome porque segundo seus integrantes, arrastava milhares de pessoas pela Rua São João Batista.
Seus ensaios passaram a acontecer nos fundos da Padaria Floresta (Dona Maria), até o fim da década de 1970. Ali, foi oficializado o registro em 26 de março de 1975. No primeiro desfile foi campeão, com o enredo " A Viagem do Jaú", O que se repetiu mais três vezes. Na década de 1990 o prefeito José Amorim declarou o Arrastão de São João como de utilidade pública (Decreto nº 2343 de 06/07/1992). Na tumultuada década de 90, uma divergência interna, entre situação e a oposição provocou uma intervenção judicial. O juiz Nestor do Nascimento indicou uma Junta Governativa composta por três membros: Jorge Valle, Eduardo Marques e Luiz Carlos; paralelo aos interventores é criado uma diretoria que conduziu os trabalhos de carnaval se classificando em segundo lugar.
Sem quadra, e sofrendo com a disputa interna, a diretoria cedeu a vaga no Carnaval para um outro bloco, que transformou-se na escola de samba Independente da Praça da Bandeira, e assumiu seu lugar no Carnaval.
Em 2009, alguns de seus antigos dirigentes receberam convite para participar da fundação da Matriz de São João de Meriti, ativa até 2016. Em 2017 várias lideranças se reuniram no Centro Cultural AMAR São João, e elegeram nova diretoria, para que o Arrastão de São João pudesse voltar à atividade. Chegou a se inscrever para desfilar no carnaval carioca em 2019, mas desistiu.

## Carnavais
| Ano  | Colocação   | Divisão | Enredo                                                | Carnavalesco   | Ref |
| ---- | ----------- | ------- | ----------------------------------------------------- | -------------- | --- |
| 1996 | 4ºlugar     | E       | De Traíra Ponga a Meriti                              | Monclair Filho |     |
| 1997 | Vice-Campeã | E       | E Foi Assim Que Tudo Começou                          | Paulo Dez      |     |
| 1998 | 5ºlugar     | D       | À Noite Todos os Gatos São Pardos                     | Edgley Cunha   |     |
| 1999 | 3ºlugar     | D       | Gosto Que Me Enrosco, Cem Anos de Heitor dos Prazeres | Gino Fonseca   |     |
| 2000 | 11ºlugar    | C       | Caldeirão Brasil: Brasileiros, Quem Somos Nós?        | Gino Fonseca   |     |
| 2001 | 11ºlugar    | D       | Palmares, Ideal de Liberdade                          | Magna Regina   |     |